# ۴ لاتاس
۴ لاتاس (به انگلیسی: 4 Latas) یک فیلم کمدی اسپانیایی به کارگردانی خراردو الیوارس محصول سال ۲۰۱۹ است.

## داستان
«توچو»، «ژان پیر» و «الی» از اسپانیا به کشور مالی می‌روند تا پدر رو به مرگ «الی» را برای آخرین بار ملاقات کنند؛ ولی آنها در این مسیر با مشکلات زیادی مواجه می‌شوند.

## اکران
این فیلم در تاریخ ۱۲ ژوئیه ۲۰۱۹ توسط کمپانی نت‌فلیکس منتشر شد.